# Solanum lindenii
Solanum lindenii är en potatisväxtart som beskrevs av Henry Hurd Rusby. Solanum lindenii ingår i släktet skattor som ingår i familjen potatisväxter. Inga underarter finns listade i Catalogue of Life.